# O Trigal
O Trigal es un lugar situado en la parroquia de A Portela do Trigal, del municipio de Carballeda de Valdeorras, en la provincia gallega de Orense (España).